# Sao mặt quỷ
Sao mặt quỷ hay còn gọi táu mặt quỷ, gù táu, sao mềm, hồng quang, sao trung quốc, táu, mạy chi, vụ, sao Hòn Gai (danh pháp khoa học: Hopea chinensis) là loài thực vật thuộc chi Sao,
Cây gỗ lớn, có thể cao tới 30m. Vỏ thân cây thường bong mảng thành những vết ngoằn nghèo như hình mặt quỷ. Lá đơn mọc cách, phiến lá hình trái xoan thuôn dài hoặc ngọn giáo, đầu nhọn, đuôi lá lệch. Mặt dưới phiến lá phủ lông hình sao, có 8-10 cặp gân thứ cấp. Hoa mọc thành chùm tự tán ở nách lá, hoa có mùi thơm. Quả có hai cánh, quả hình trái xoan cao 2 cm, đài có 2 cánh dài 9–12 cm, cánh quả có từ 9-13 gân bên.
Loài này chủ yếu phân bổ tại rừng thường xanh ở độ cao 400–900 m, hoang dã tự nhiên có ở miền nam Trung Quốc và miền bắc Việt Nam (Quảng Ninh, Lạng Sơn, Ninh Bình, Nghệ An).
Sao mặt quỷ cho gỗ màu vàng xám, nặng và cứng. Cây cũng dùng cho nguyên liệu sản xuất một số loại hợp chất hữu cơ như hopeachinols C và hopeachinol D.